# Жёлчная овсянка
Жёлчная овсянка (лат. Emberiza bruniceps) — вид птиц семейства овсянковых.
Традиционно включается в род настоящие овсянки. Иногда вместе с черноголовой овсянкой выделяется в род Granativora.

## Описание
Самец жёлчной овсянки ярко окрашен: ярко-жёлтый низ, зеленовато-жёлтый верх с тёмными штрихами, голова и верх груди светло-коричневые. Самка тусклее — светло-бурая с зеленовато-жёлтым. Молодые птицы окраской похожи на самку. Длина птицы 15—19 см.
Жёлчные овсянки населяют степи, полупустыни, пустыни (за исключением абсолютно безводных участков), предгорья.
В отличие от большинства других овсянок, гнездо чаще делает не на земле, а на ветвях кустов или травы. В гнездовой период держится отдельными парами, в остальное время — небольшими стаями.

## Ареал
Перелётный вид. Гнездится в странах Средней Азии, Афганистане, Казахстане, на западе Китая, в Монголии, на севере Пакистана. На севере Ирана, в области перекрытия ареалов, скрещивается с черноголовой овсянкой. Зимует в Индии, Непале, Бангладеш.
В Казахстане это самая многочисленная и широко распространённая овсянка. Гнездится на большей части территории страны, кроме лесостепи на севере, высокогорий Тянь-Шаня. Прилетает в конце апреля — в мае, улетает в августе.
В России обитает в Астраханской области.
Залётных птиц встречали в странах Ближнего Востока, Аравийского полуострова, Европы.